# Topsite
Topsite ist ein Begriff aus der Warez-Szene und beschreibt FTP-Server, die von Release Groups zur Verteilung und Aufbewahrung von Warez-Releases genutzt werden. Topsites sind üblicherweise mit Anbindungen im Bereich 100 MBit/s bis hin zu mehreren GBit/s ans Internet angeschlossen. Speicherplatz im Terabyte-Bereich ist der Regelfall.

## Überblick

### Sicherheit
Anders als die Vorgänger in der BBS-Szene werden Topsites nicht beworben. Mit der zunehmenden Zahl von Polizeieinsätzen entstand der Zwang, die Sicherheitsvorkehrungen zu erhöhen.

### Partner
Eine Warez-Group kann Zugang zu einer Topsite als Partner bekommen, indem sie die Site zu ihren Erstveröffentlichungspunkten hinzufügt. Dies geschieht normalerweise im Gegenzug für Berechtigungen zum Herunterladen von Dateien für ihre Mitglieder. Eine Warez-Group ist typischerweise Affiliate mehrerer Topsites, um die Effizienz der Verteilung ihrer Releases zu anderen Topsites (die kein Affiliate sind) zu erhöhen. Topsites können eine beliebige Anzahl an Partnern beherbergen und begrüßen/bewerben diese – als Ausdruck von Qualität – in der Meldung, die ein Nutzer beim Einloggen erhält.

### Guthabensystem
Die meisten Topsites nutzen ein Guthabensystem (credit system oder ratio system). Jeder, der etwas hochlädt, bekommt Guthaben z. B. im Verhältnis 1:3 (Ratio), um damit wiederum Downloads von der Seite zu tätigen.

### Couriers/Trader
Courier beschreibt eine bestimmte Art eines Topsite-Nutzers, welche sich ihren Zugriff (auch Access) auf die Topsites dadurch verdienen, neue Releases zu uploaden und sogenannte Requests von anderen Usern abzuarbeiten. Wenn sich ein Courier Zugriff zu einer Topsite erarbeitet hat, muss er meist erst eine Testperiode überstehen, innerhalb derer eine bestimmte Menge in kurzer Zeit hochgeladen werden muss. Couriers machen ihren Job oft für Respekt, Punkte, Zugang zu anderen Topsites und Spaß und sind häufig zu einzelnen Gruppen zusammengeschlossen, welche Unterstützung durch Freundschaft und Kameradschaft bieten. Oft haben die Releasegroups einige Couriers unter sich, um das Verbreiten ihrer Releases zu beschleunigen, obgleich nun viele Groups Scripts benutzen, um Sicherheitslücken vorzubeugen.